# Zjednoczenie Państwowej Komunikacji Samochodowej
Zjednoczenie Państwowej Komunikacji Samochodowej – jednostka organizacyjna Ministerstwa Komunikacji istniejąca w latach 1959–1983, powołana w celu zapewnienia właściwego kierunku rozwoju i koordynacji działalności przedsiębiorstw Państwowej Komunikacji Samochodowej, stworzenia dla tych przedsiębiorstw właściwych warunków pracy niezbędnych do wykonania planów państwowych. Zjednoczenie działało według zasad rozrachunku gospodarczego i rozliczało się z budżetem centralnym.

## Działalność
Na podstawie uchwały Rady Ministrów z 1959 r. w sprawie organizacji przedsiębiorstw Państwowej Komunikacji Samochodowej i powołania Zjednoczenia Państwowej Komunikacji Samochodowej ustanowiono Zjednoczenie.
Nadzór nad Zjednoczeniem sprawował Minister Komunikacji.
Zakres działania Zjednoczenia obejmował:
- ogólne kierowanie w skali kraju działalnością Państwowej Komunikacji Samochodowej,
- koordynowania i nadzorowania działalności i organizowania współpracy tych przedsiębiorstw.

W szczególności do zakresu działania należało:
- opracowywanie zasad i wytycznych rozwoju przedsiębiorstw Państwowej Komunikacji Samochodowej
- koordynowanie działalności gospodarczej przedsiębiorstw Państwowej Komunikacji Samochodowej,
- opracowywanie w skali krajowej zagadnień z dziedziny finansów, taryf przewozowych, pracy i płacy w przedsiębiorstwach Państwowej Komunikacji Samochodowej oraz ustalanie zasad rachunkowości i sprawozdawczości finansowej,
- określanie państwowych wskaźników dyrektywnych wynikających z narodowych planów gospodarczych, zgodnych z obowiązującymi przepisami,
- opiniowanie planów przedsiębiorstw Państwowej Komunikacji Samochodowej, opracowywanie zbiorczych planów i sprawozdań tych przedsiębiorstw oraz planów wieloletnich Państwowej Komunikacji Samochodowej,
- ustalania dla przedsiębiorstw rozdzielników taboru samochodowego i artykułów centralnie rozdzielanych oraz sprawy zaopatrzenia przedsiębiorstw Państwowej Komunikacji Samochodowej w tabor samochodowy i części zamienne, akcesoria, ogumienie, urządzenia obsługowo-naprawcze,
- redystrybucja środków finansowych przedsiębiorstw Państwowej Komunikacji Samochodowej,
- kontrola dochodów przedsiębiorstw Państwowej Komunikacji Samochodowej,
- analiza okresowych sprawozdań finansowych przedsiębiorstw Państwowej Komunikacji Samochodowej i przedstawianie prezydiom wojewódzkich rad narodowych odpowiednich wniosków,
- dokonywanie centralnych rozliczeń pomiędzy przedsiębiorstwami Państwowej Komunikacji Samochodowej,
- ustalanie zadań rzeczowo-finansowych dla przedsiębiorstw Państwowej Komunikacji Samochodowej w zakresie inwestycji scentralizowanych oraz nadzór nad ich działalnością inwestycyjną,
- ustalanie wytycznych, regulowanie oraz kontrola działalności przedsiębiorstw Państwowej Komunikacji Samochodowej w zakresie eksploatacyjno-technicznym,
- organizowanie, koordynowanie i regulowanie działalności spedycyjnej przedsiębiorstw Państwowej Komunikacji Samochodowej oraz przewozów samochodowych w relacjach krajowych i międzynarodowych,
- udzielanie przedsiębiorstw Państwowej Komunikacji Samochodowej pomocy technicznej i organizacyjnej oraz organizowanie szkolenia zawodowego pracowników.

Przedmiotem działania Zjednoczenia było:
- prowadzenie krajowego i międzynarodowego publicznego transportu samochodowego i publicznej spedycji,
- prowadzenie innej działalności związanej z rozwojem i funkcjonowaniem transportu samochodowego i spedycji.

W Zjednoczeniu zgrupowane były przedsiębiorstwa Państwowej Komunikacji Samochodowej i inne jednostki organizacyjne,
Przedsiębiorstwa Państwowej Komunikacji Samochodowej objęte były planem centralnym oraz rozliczały się z budżetem centralnym.

### Jednostki szczebla wojewódzkiego
Zarządzanie w odniesieniu do działalności przedsiębiorstw, wymagało uzgodnienia z właściwymi organami administracji państwowej stopnia wojewódzkiego, które obejmowały następujące sprawy:
- projekty sieci linii i układów kursów komunikacji autobusowej związanej z zaspokajaniem lokalnych i wewnątrzregionalnych potrzeb przewozowych,
- ustalenia zadań dotyczących przewozu ziemiopłodów w szczytowych okresach przewozowych,
- kolejności realizacji inwestycji związanych z budową obiektów zaplecza eksploatacyjnego i technicznego, przy równoczesnym zapewnieniu ze strony terenowych organów administracji państwowej niezbędnej pomocy w wykonaniu tych inwestycji.

### Jednostki organizacyjne Zjednoczenia
Przedsiębiorstwa zgrupowane
- Przedsiębiorstwo Państwowej Komunikacji Samochodowej w Białymstoku,
- Przedsiębiorstwo Państwowej Komunikacji Samochodowej w Bydgoszczy,
- Przedsiębiorstwo Państwowej Komunikacji Samochodowej w Gdańsku,
- Przedsiębiorstwo Państwowej Komunikacji Samochodowej w Katowicach,
- Przedsiębiorstwo Państwowej Komunikacji Samochodowej w Kielcach,
- Przedsiębiorstwo Państwowej Komunikacji Samochodowej w Krakowie,
- Przedsiębiorstwo Państwowej Komunikacji Samochodowej w Koszalinie,
- Przedsiębiorstwo Państwowej Komunikacji Samochodowej w Lublinie,
- Przedsiębiorstwo Państwowej Komunikacji Samochodowej w Łodzi,
- Przedsiębiorstwo Państwowej Komunikacji Samochodowej w Olsztynie,
- Przedsiębiorstwo Państwowej Komunikacji Samochodowej w Opolu,
- Przedsiębiorstwo Państwowej Komunikacji Samochodowej w Poznaniu,
- Przedsiębiorstwo Państwowej Komunikacji Samochodowej w Rzeszowie,
- Przedsiębiorstwo Państwowej Komunikacji Samochodowej w Szczecinie,
- Przedsiębiorstwo Państwowej Komunikacji Samochodowej w Warszawie,
- Przedsiębiorstwo Państwowej Komunikacji Samochodowej we Wrocławiu,
- Przedsiębiorstwo Państwowej Komunikacji Samochodowej w Zielonej Górze,
- Przedsiębiorstwo Spedycji Krajowej w Warszawie,
- Przedsiębiorstwo Międzynarodowych Przewozów Samochodowych „Pekaes” w Warszawie.

Jednostki podporządkowane
- Biuro Projektów Państwowej Komunikacji Samochodowej we Wrocławiu,
- Centralna Składnica Zaopatrzenia PKS w Kielcach,
- Ośrodek Zmechanizowanych Obliczeń PKS w Częstochowie,
- Ośrodek Zmechanizowanych Obliczeń PKS w Poznaniu,
- Ośrodek Szkolenia Zawodowego Kierowców PKS w Gdańsku,
- Ośrodek Szkolenia Zawodowego Kierowców PKS w Łodzi,
- Ośrodek Szkolenia Zawodowego Kierowców PKS w Poznaniu.

### Zniesienie Zjednoczenia
Na podstawie uchwały Rady Ministrów z 1983 r. w sprawie utraty mocy obowiązującej niektórych uchwał Rady Ministrów i Prezydium Rządu, ogłoszonych w Monitorze Polskim zlikwidowano Zjednoczenie.